# Боброве (Сумський район)
Бобро́ве —  село в Україні, у Лебединській міській громаді Сумського району Сумської області. Населення становить 162 осіб. До 2020 орган місцевого самоврядування — Кам'янська сільська рада.

## Географія

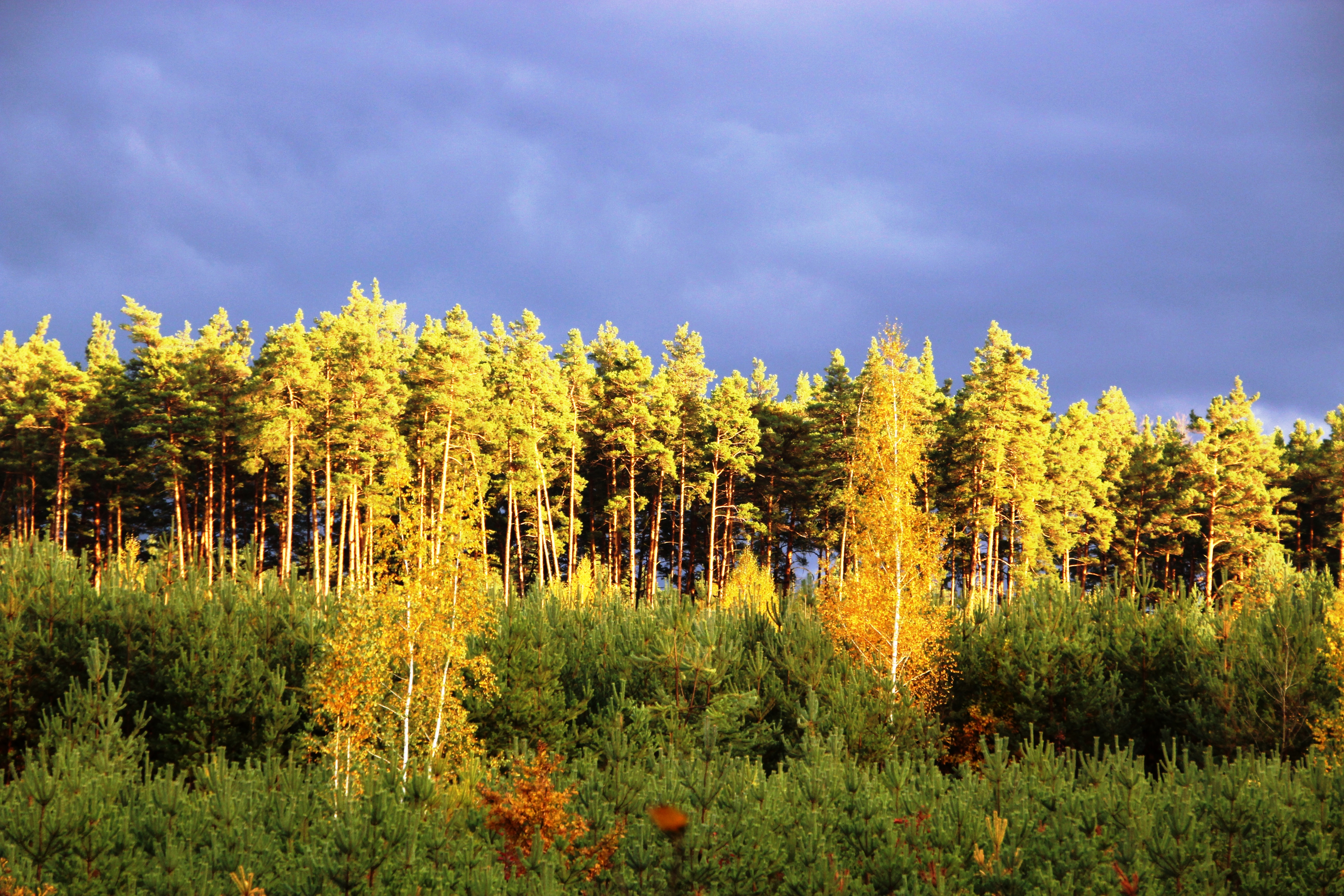
Осінній ліс поблизу села

Село Боброве знаходиться на правому березі річки Псел, вище за течією на відстані 3,5 км розташоване село Пристайлове, нижче за течією на відстані 1 км розташоване село Кам'яне, на протилежному березі — село Селище. На відстані 0,5 км розташоване село Курди (зняте з обліку в 1988 році). Річка в цьому місці звивиста, утворює лимани, стариці і заболочені озера. В селі знаходиться гідроелектростанція.

## Історія
За даними на 1864 рік у власницькій слободі Лебединського повіту Харківської губернії, мешкало 823 особи (408 чоловічої статі та 415 — жіночої), налічувалось 136 дворових господарств, існували православна церква, суконна фабрика, селитряний завод.
Станом на 1914 рік село було центром окремої, Бобровської волості, кількість мешканців зросла до 1258 осіб.
У Бобровому є покинута дерев'яна церква св. Миколая XVIII ст., що перебуває у стані напівруїни.
12 червня 2020 року, відповідно до Розпорядження Кабінету Міністрів України № 723-р «Про визначення адміністративних центрів та затвердження територій територіальних громад Сумської області» увійшло до складу Лебединської міської територіальної громади.
19 липня 2020 року, після ліквідації Лебединського району, село увійшло до Сумського району.

## Відомі люди
В селі народилися:
- заслужений майстер спорту СРСР — Смага Микола Якович.
- Яковенко Леонід Олександрович - народний депутат України. Член КПУ.